# かじき座R星
かじき座R星（R Doradus、R Dor）は、かじき座にある半規則変光星である。かじき座の恒星ではあるが、レチクル座との境界線近くに見える。R Doradusという名称は変光星の命名法であるアルゲランダー記法によるもので、かじき座P星 (P Doradus) というバイエル符号も付与されている。

## 特徴

### 大きさ
地球からの距離は、約191光年である。星像の角半径は、約27.2ミリ秒と測定され、既知の恒星の中で地球から見た時の大きさが最も大きいものの一つ（例えば、ベテルギウスの角半径は、およそ22ミリ秒）である。そこから推定されるかじき座Rの実際の大きさは、半径が1.60au（2.39 ×108 km）で、太陽の約343倍となる。この星が、太陽系の太陽の位置にあったとすると、火星軌道も飲み込まれるくらいの大きさである。

### 明るさ
かじき座R星の平均的な視等級は、5.4等である。肉眼でかろうじて見える程度の明るさだが、赤外線では非常に明るい恒星で、近赤外線のJバンドでの明るさ-2.6等級は、M型星の1等星に匹敵する（ベテルギウスが-3.0、アンタレスが-2.7）。光度は、太陽の6,830倍になる。

### 変光
かじき座R星の視等級は、4.8から6.6の間で変化する。半規則型変光星のSRB型に分類されるが、変光星総合カタログでの変光周期は338日と、SRB型にしては異常に長く、ミラ型の変光に近い。長年にわたるかじき座R星の観測を分析した結果、332日程度の周期と175日程度の周期と、2種類の脈動の振る舞いを行ったり来たりしており、ミラ型から進化して次の段階へ移行する途上にある可能性がある。